# (72686) 2001 FQ67
(72686) 2001 FQ67 – planetoida z pasa głównego asteroid okrążająca Słońce w ciągu 5,43 lat w średniej odległości 3,09 j.a. Odkryta 19 marca 2001 roku.